# Zatmění Slunce 26. ledna 2028

Průběh zatmění Slunce 26. ledna 2028

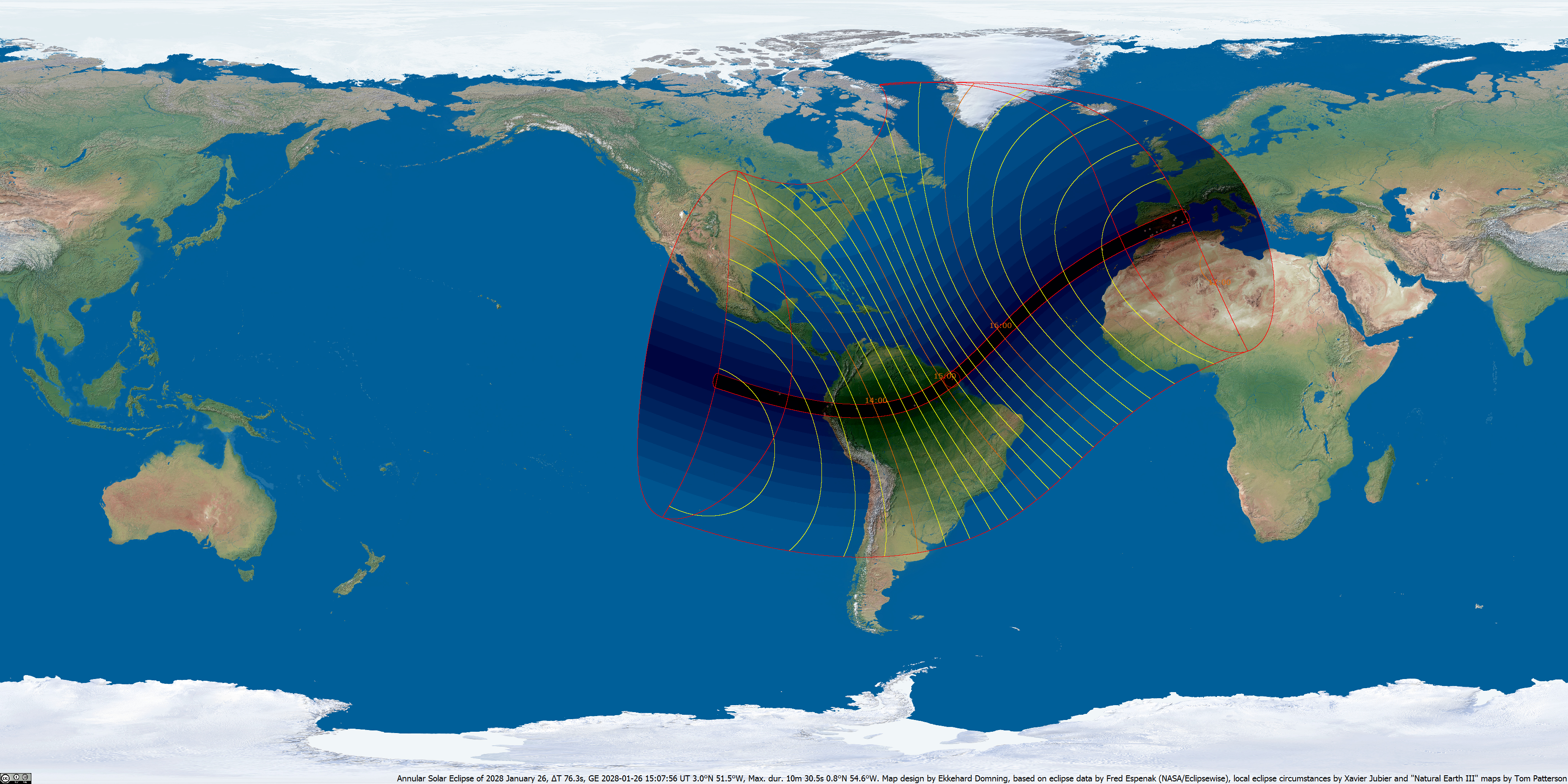
Mapa světa se znázorněním oblastí s pozorovatelným zatměním a jeho intenzity

Prstencové zatmění Slunce dne 26. ledna 2028 se odehraje nad severozápadem Jižní Ameriky, severním Atlantikem a jihozápadem Evropy. Maximum zatmění se bude nacházet asi 300 km západně od Macapá, hlavního města brazilského státu Amapá. Doba trvání prstencového zatmění zde bude 10 minut a 27 sekund.
Zóna částečného zatmění pokryje téměř celou Jižní Ameriku, Karibik, jihovýchod USA a Kanady, severozápadní Afriku a západní Evropu. Na území Česka se úkaz neprojeví, neboť Slunce chvíli předtím zapadne.

## Popis
Prstencové zatmění se na povrchu Země objeví při východu Slunce západně od Galapág, přejde přes toto souostroví a bude pokračovat přes severozápad jihoamerického kontinentu, kde projde přes Amazonii včetně velkoměsta Manaus a kromě Ekvádoru, Peru a Brazílie zasáhne okrajově i Surinam a Francouzskou Guyanu.
Následně se přesune severovýchodním směrem přes širou vodní plochu Atlantiku, kde mine Kanárské ostrovy a již nízko nad obzorem zasáhne portugalský ostrov Madeiru. Pak ještě přejde jih Pyrenejského poloostrova a těsně před západem Slunce ho bude možné pozorovat v západní části Baleárských ostrovů.
Pro Španělsko je toto zatmění posledním ze série tří zatmění v poměrně krátkém časovém úseku po úplných zatměních 12. srpna 2026 a 2. srpna 2027, a druhým ze tří prstencových zatmění v 21. století.

## Místa
| Země                  | Místo              | Doba tvrání | Čas (UT) |
| --------------------- | ------------------ | ----------- | -------- |
| Ekvádor (Galapágy)    | Puerto Ayora       | 5m 38s      | 13:25    |
| Ekvádor               | Machala            | 8m 0s       | 13:37    |
| Peru                  | Iquitos            | 8m 39s      | 13:37    |
| Brazílie              | Manaus             | 7m 14s      | 13:50    |
| Surinam               |                    |             |          |
| Francouzská Guyana    |                    |             |          |
| Portugalsko (Madeira) | Funchal            | 6m 57s      | 16:50    |
| Španělsko             | Sevilla            | 7m 15s      | 16:56    |
| Španělsko             | Valencia           | 7m 2s       | 16:57    |
| Španělsko             | Ibiza              | 4m 24s      | 16:57    |
| Španělsko             | Andratx (Mallorca) | 1m          | 16:57    |